# Ладжми, Калпана
Калпана Ладжми (хинди कल्पना लाजमी; 31 мая 1954, Бомбей — 23 сентября 2018, Мумбаи) — индийский кинорежиссёр
, кинопродюсер и сценаристка, работавшая в жанре «параллельного кино». Долгое время сотрудничала и жила в гражданском браке с известным ассамским кинематографистом Бхупеном Хазарика.

## Биография
Калпана Ладжми родилась 31 мая 1954 в Бомбее. Её родителями были капитан военно-морского флота Гопи Ладжми и его жена — художница Лалита Ладжми, родная сестра режиссёра Гуру Датта и двоюродная — Шьяма Бенегала. Брат Калпаны, Девдас родился на восемь лет позже неё.
Она училась в колледже Святого Ксавьера вместе с Анилом Капуром, Кавитой Кришнамурти и Смитой Патиль и закончила его со степенью магистра искусств. Ещё учась в колледже, она получила от Дева Ананда предложение сыграть главную роль в его фильме Heera Panna (1973), но отклонила его, и роль отошла Зинат Аман. Однако она согласилась, когда её дядя Шьям Бенегал предложил ей работать на него. Ладжми начала с должности ассистента по костюмам на съёмках драмы «Трудная роль» (1977) и закончила в 1983 году на должности помощника режиссёра в «Рыночной площади».
В 1971—1972 годах она познакомилась с ассамским певцом, композитором и поэтом-песенником Бхупеном Хазарика и стала жить с ним. Ей было 17, ему — 45. Он расстался с женой, но официально разведён не был. В 1978 году они создали собственный производственный цех и начали делать документальные фильмы, среди которых D.G. Movie Pioneer (1978), A Work Study in Tea Plucking (1979) и Along The Brahmaputra (1981). В 1986 году Ладжми выпустила свой первый художественный фильм «Одна ошибка», главные роли в котором исполнили её старшие сокурсники Шабана Азми и Фарук Шейх. Сценарий фильма, поднимающий темы женской сексуальности и внебрачных связей, она написала в сотрудничестве с Гульзаром.
В 1988 году Ладжми поставила тринадцатисерийный сериал Lohit Kinare, основанный на ассамских рассказах. В 1993 году она вернулась на большой экран с драмой «Плакальщица». Фильм был высоко оценён критиками и принёс ей Премию В. Шантарама за выдающиеся достижения в режиссуре, а также был выбран представлять Индию на премии «Оскар». Проблемы женщин также освещали четыре её последующих фильма: Darmiyaan: In Between (1997), «Судьба женщины» (2001), Kyon (2003) и «Искра любви» (2006). Примечательно, что «Плакальщица» и «Судьба женщины» принесли исполнительницам ведущих ролей Национальную кинопремию.
Ладжми никогда не была замужем. Когда Бхупену Хазарика было 80 лет, он предложил ей узаконить их отношения, но она отказалась. Скончавшись в 2011 году, Хазарика оставил её главной наследницей его имущества, что вызвало недовольство у его сыновей. Позднее она написала о нём книгу под названием «Bhupen Hazarika: As I Knew Him», которую опубликовали в 2018. В 2017 году у Ладжми обнаружили рак почки, который стал причиной её смерти 23 сентября 2018 года.